# خط طول 25° غرب
خط طول 25° غرب هو أحد خطوط الطول الجغرافية، والتي تمتد من القطب الشمالي الجغرافي إلى القطب الجنوبي الجغرافي، وحسب التحويل الزمني يتأخر خط طول 25° غرب عن خط غرينتش بـ1 ساعات و40 دقيقة.

## من القطب إلى القطب
ينطلق خط طول 25° غرب من القطب الشمالي نحو القطب الجنوبي مرورا بالمناطق التي ترد في الجدول التالي:
| الإحداثيات                         | البلد أو الإقليم أو البحر       | ملاحظات |
| ---------------------------------- | ------------------------------- | --- |
| 90°0′N 25°0′W / 90.000°N 25.000°W  | المحيط المتجمد الشمالي          | |
| 83°9′N 25°0′W / 83.150°N 25.000°W  | جرينلاند                        | Peary Land peninsula |
| 82°10′N 25°0′W / 82.167°N 25.000°W | Independence Fjord              | |
| 82°0′N 25°0′W / 82.000°N 25.000°W  | جرينلاند                        | |
| 81°43′N 25°0′W / 81.717°N 25.000°W | Hagen Fjord                     | |
| 81°35′N 25°0′W / 81.583°N 25.000°W | جرينلاند                        | Mainland, Ymer Island، Ella Island and the mainland again (passing through the Stauning Alps at 72°0′N 25°0′W / 72.000°N 25.000°W) |
| 71°17′N 25°0′W / 71.283°N 25.000°W | خليخ سكوريسبي ساوند [لغات أخرى]‏ | |
| 70°21′N 25°0′W / 70.350°N 25.000°W | جرينلاند                        | |
| 69°9′N 25°0′W / 69.150°N 25.000°W  | المحيط الأطلسي                  | Passing just east of جزيرة ساو ميغيل، الأزور, البرتغال (at 37°51′N 25°8′W / 37.850°N 25.133°W) · Passing just west of the islet of Formigas، الأزور, البرتغال (at 36°16′N 24°47′W / 36.267°N 24.783°W) · Passing just east of Santa Maria Island، الأزور, البرتغال (at 36°56′N 25°1′W / 36.933°N 25.017°W) |
| 17°7′N 25°0′W / 17.117°N 25.000°W  | الرأس الأخضر                    | Islands of سانتو أنتاو (الرأس الأخضر) and ساو فيسنتي، الرأس الأخضر |
| 16°46′N 25°0′W / 16.767°N 25.000°W | المحيط الأطلسي                  | |
| 60°0′S 25°0′W / 60.000°S 25.000°W  | المحيط الجنوبي                  | |
| 75°17′S 25°0′W / 75.283°S 25.000°W | القارة القطبية الجنوبية         | Defines the eastern limit of المقاطعة الأرجنتينية بالقارة القطبية الجنوبية، المطالب الإقليمية بالقارة القطبية الجنوبية by الأرجنتين · Passes through المقاطعة البريطانية بالقارة القطبية الجنوبية، المطالب الإقليمية بالقارة القطبية الجنوبية by المملكة المتحدة                                           |